# 伊拉克利翁城墙
伊拉克利翁城墙（Fortifications of Heraklion）是希腊克里特岛伊拉克利翁周围的一系列城墙和其他防御工事。伊拉克利翁城墙是地中海最好的防御城市之一，直到今天，仍被认为是欧洲保存最完好的威尼斯防御工事之一。

## 历史
伊拉克利翁的第一道城墙是是由拜占庭帝国在中世纪建造，824年被阿拉伯人夺取后，成为克里特埃米尔国的首都。拜占庭在961年从阿拉伯人夺回克里特岛。
威尼斯共和国在13世纪控制克里特岛，完全重建。
1453年君士坦丁堡的陷落之后，为抵御奥斯曼帝国的威胁，威尼斯人建造新的防御工事。施工于1462年开始，建成于16世纪。

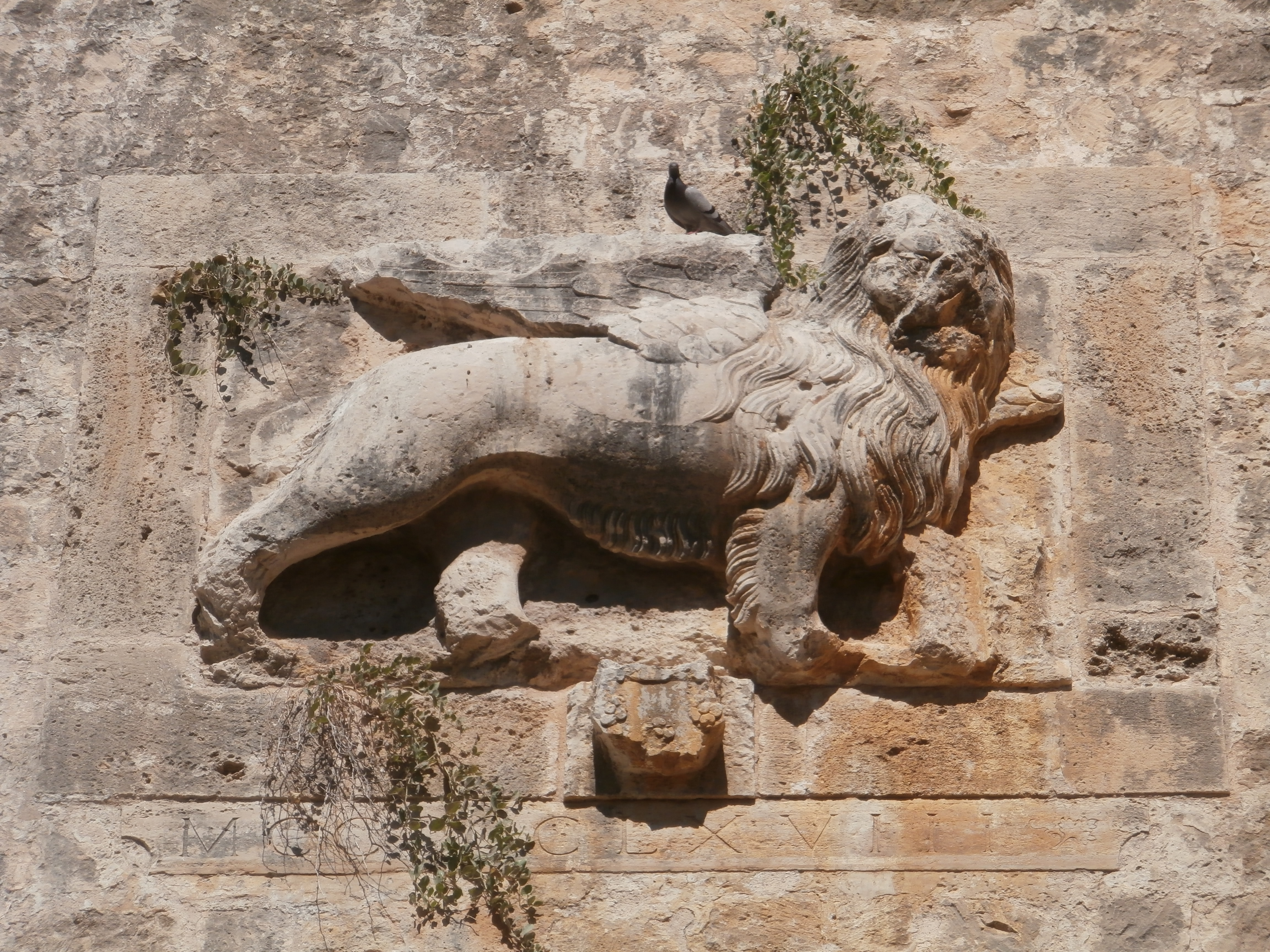
Lion of Saint Mark on Martinengo Bastion

1645年6月23日奥斯曼帝国海军抵达克利特岛，第五次奥斯曼帝国-威尼斯战争爆发，该防御工事承受了历史上最长的围困，长达21年之久，最终在1669年落入奥斯曼帝国之手。城市在1669年投降，威尼斯人和大多数人口被允许平静地离开。
在二战克里特岛战役期间，德国的空袭使城墙受到破坏，但损坏得到修复。城墙保存至今，是欧洲保存最完好的威尼斯防御工事之一。 ，

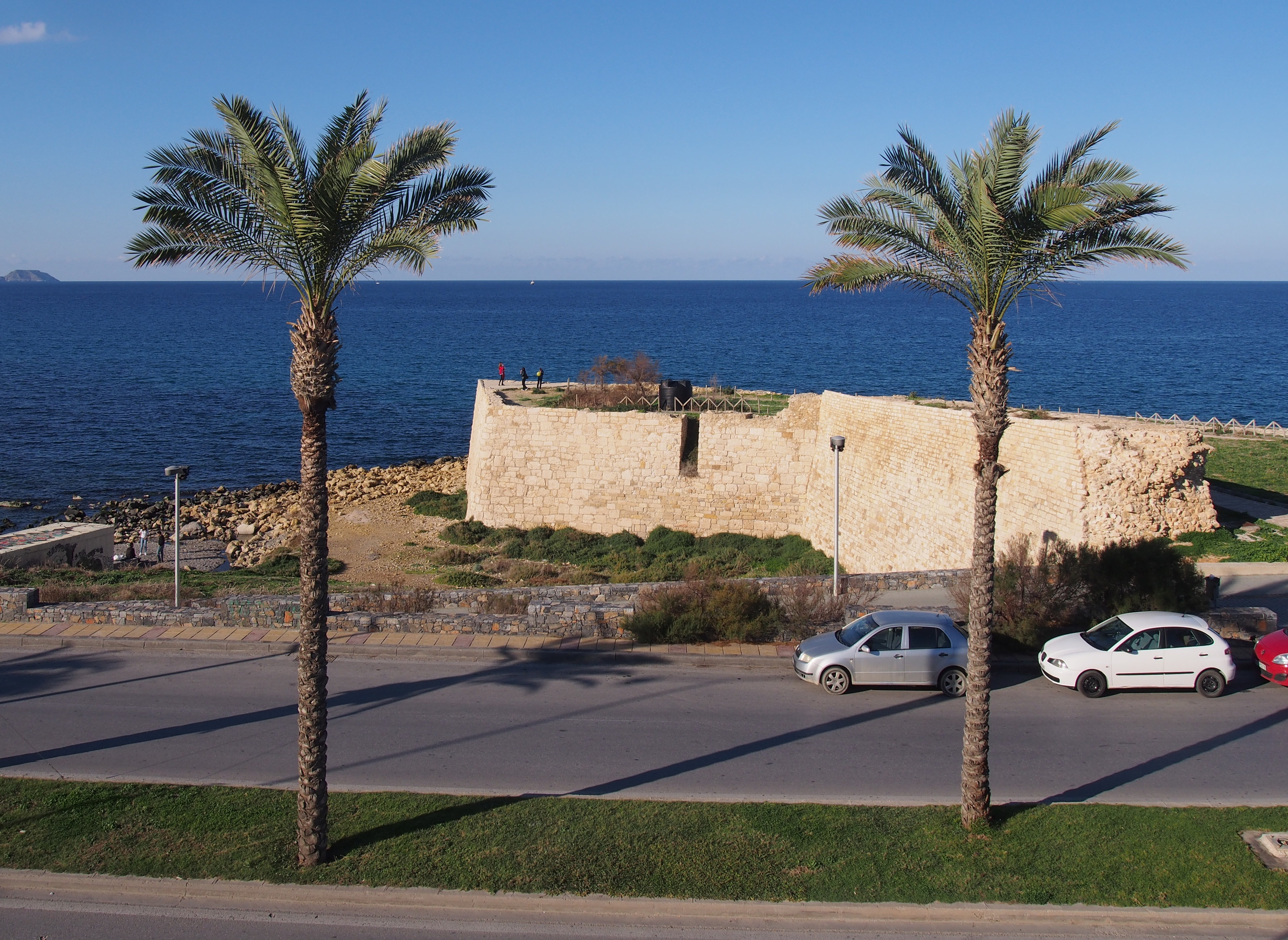
St. Andrew Bastion